# Mario Božić
Mario Božić (serbokroatisch-kyrillisch Марио Божић, * 25. Mai 1983 in Tuzla; † 3. April 2023) war ein bosnischer Fußballspieler auf der Position eines Mittelfeldspielers.

## Vereinskarriere
Božić spielte erst bei serbischen Vereinen unterhalb der obersten Spielklasse. Dann wechselte er für vier Spielzeiten zum ungarischen Verein FC Fehérvár, mit dem er 2006 den ungarischen Pokal gewann. Es folgte eine Spielzeit in der ungarischen Hauptstadt Budapest beim Újpest FC. Im Sommer 2009 wechselte Božić zum ŠK Slovan Bratislava, mit dem er slowakischer Meister wurde und den nationalen Pokalwettbewerb zweimal gewann.

## Nationalmannschaft
Božić absolvierte zwei Länderspiele für die bosnische Fußballnationalmannschaft. Im September 2007 stand er in einem Spiel im Rahmen der Qualifikation zur Fußball-Europameisterschaft 2008 gegen die Ungarische Fußballnationalmannschaft auf dem Platz; das Spiel endete 0:1 aus Sicht der Bosnier. Im August 2008 lief er in einem Freundschaftsspiel gegen Bulgarien auf; das Spiel endete mit einer 1:2-Niederlage.

## Krankheit und Tod
Mario Božić starb Anfang April 2023 im Alter von 39 Jahren an den Folgen eines Gehirntumors.